# 현악 사중주 (슈만)
로베르트 슈만은 총 3곡의 현악 사중주를 작곡하였다. 이는 모두 1842년에 작곡한 것이며, 작품번호 41번이다.
슈만의 첫 실내악곡들이며, 교향곡 1번을 만든지 1년 후에 만들었다. 펠릭스 멘델스존 바르톨디에게 바쳤다. 같은 시기에 피아노 사중주와 피아노 오중주도 작곡하는 등 1842년에 실내악을 다량 작곡하였다.
1838년 현악 사중주를 만들어야 겠다는 생각을 하고, 볼프강 아마데우스 모차르트와 루트비히 판 베토벤의 작품을 연구하며 첫 스케치를 했다. 1842년 6월과 9월 사이에 다시 작업을 시작하여 9월 8일 작곡을 끝냈다. 나흘 후 클라라 슈만의 생일에 맞춰 초연했고, 공개적인 초연은 1843년 1월 라이프치히 게반트하우스 극장에서 했다.

## 현악 사중주 1번 가단조
- 1악장: 안단테 에스프레시보-알레그로
- 2악장: 프레스토
- 3악장: 아다지오
- 4악장: 프레스토

## 현악 4중주 2번 바장조
- 1악장: 알레그로 비바체
- 2악장: 안단테 콰시 바리아치오니
- 3악장: 프레스토
- 4악장: 알레그로 몰토 비바체

## 현악 사중주 3번 가장조
- 1악장: 안단테 에스프레시보-알레그로 몰토 모데라토
- 2악장: 아사이 아지타토
- 3악장: 아다지오 몰토
- 4악장: 알레그로 몰토 비바체